# Bill Orton
William Orton, detto Bill (North Ogden, 22 settembre 1948 – Contea di Juab, 18 aprile 2009), è stato un politico statunitense, membro della Camera dei Rappresentanti per lo stato dello Utah dal 1991 al 1997.

## Biografia
Nato a North Ogden, Orton si laureò in giurisprudenza alla Brigham Young University e lavorò come avvocato per alcuni anni.
Successivamente entrò in politica con il Partito Democratico e nel 1990 si candidò alla Camera dei Rappresentanti riuscendo ad essere eletto deputato, nonostante il distretto congressuale per il quale concorse fosse popolato da un elettorato molto conservatore. Fu riconfermato per altri due mandati nel 1992 e nel 1994, ma nel 1996 fu sconfitto di misura dal repubblicano Chris Cannon e dovette così abbandonare il Congresso.
Nel 2000 si candidò alla carica di governatore dello Utah ma perse contro il repubblicano Mike Leavitt.
Bill Orton morì all'età di sessant'anni, nell'aprile del 2009, a seguito di un incidente stradale a bordo del suo ATV.